# Casería de la Trinidad
La Casería la Trinidad está situada en la intersección de las Avenidas Luis Amador y Luis Miranda Dávalos, antes Camino de Maracena,  en la ciudad de Granada, España. Destinada al cultivo del olivar y otros cultivos extensivos de la Vega de Granada fue construida entre los años 1785 y 1799, siendo actualmente de propiedad municipal. Catalogada por el Instituto Andaluz del Patrimonio Histórico como bien histórico de Andalucía con el número 01180870382, se trata de una construcción representativa por su valor arquitectónico y etnológico.
Tras su abandono, durante la década de los años ochenta fue refugio de ocupas y drogadictos que deterioraron mucho su estado de conservación. El boom inmobiliario de los años noventa procuró que fuera parcialmente demolida para construir el almacén de un supermercado. Sus ventanas y puertas fueron tapiadas y delante de la casería se instalaron tres enormes carteles publicitarios que impedían observar a los viandantes su lamentable estado de deterioro desde el exterior. Desconocida por muchos granadinos, y escondida tras una elevada tapia rematada con dos enormes vallas publicitarias, los elementos arquitectónicos de mayor valor fueron poco a poco expoliados.

## Descripción
La Casería la Trinidad estaba dividida en tres patios que organizaban el cortijo en tres zonas claramente diferenciadas. La zona residencial, que es la que actualmente podemos encontrar en estado de ruina, la almazara y las dependencias de labor. Estas dos últimas fueron demolidas con la complicidad y el visto bueno de las autoridades locales para la construcción de un supermercado.
El área residencial está dispuesta en torno a un gran patio con arcos rebajados y un pozo. En su fachada encontramos grandes ventanales rectangulares -hoy día tapiados- y una preciosa torre con dos plantas de arcos que ejercían las funciones de secadero y mirador. Estas estructuras estaban cubiertas por un tejado a dos aguas en la vivienda y otro a cuatro en el mirador. Las cubiertas y vigas también han desaparecido.
El análisis de la fábrica que realizó el Instituto Andaluz de Patrimonio Histórico, evidenció que la fachada presenta elementos constructivos de periodos temporales diferentes. La presencia de fábrica mudéjar permitió datar esta construcción al menos entre el siglo XVIII o principios del siglo XIX. Aunque su huerta y pozo son de origen árabe. 
La zona dedicada a la almazara ocupaba la parte trasera de la residencia a cuyo patio, que disponía de un gran pilón, se accedía a través de un arco existente en el corral de la residencia. Extendida longitudinalmente, a espaldas del patio de la vivienda, el molino de aceite recorría los espacios en los que actualmente está la nave de almacenaje de un supermercado. Esta zona disponía de una cubierta dispuesta a un solo agua y de una pequeña torre de contrapeso de la que sólo queda visible hoy día una exigua estructura metálica, que antaño estuvo compuesta por ornamentos mudéjares y pináculos de remate. Justo enfrente, al otro lado del patio de la almazara, existía una gran nave donde se encontraban las piedras para realizar la trituración y molienda de la aceituna.
Por último, en el patio de labor, que también fue derruido para formar parte del supermercado, se ubicaban las cuadras y cámaras para guardar los aperos de labor.
A pesar de las políticas de conservación de patrimonio esta construcción, de dominio municipal, está hoy día en estado de ruina, habiendo desaparecido hace tiempo los elementos arquitectónicos más valiosos, como su almazara y las vigas.

## Datos catastrales
Los datos catastrales de la finca que ocupa la Casería de la Trinidad la sitúan formalmente domiciliada en la Avenida Luis Miranda Dávalos n.º 1 de Granada, España, siendo clasificada solo como suelo. Los mapas catastrales no registran gráficamente su presencia, a pesar de que están presentes ambas construcciones. La propiedad tiene según el catastro una superficie de 2.701 m² y un nivel aprovechamiento del 100%.
Históricamente la propiedad estaba adscrita al Pago de Almanjáyar Baja, constituyendo su lindero Oeste el antiguo Camino de Maracena. Los planos parcelarios realizados por el Instituto Geográfico y Catastral para el Ministerio de Hacienda a mediados del siglo XX, la situaban en el polígono topográfico n.º 8, parcela 16a. La finca de 96.6650m² distribuía su aprovechamiento agrícola en 70.000m² dedicados a cereal de riego de clase sexta, 800m² de frutales, 22.400m² de olivar de regadío y 2.450m² para la residencia.